# 秋田県道3号二ツ井森吉線
秋田県道3号二ツ井森吉線（あきたけんどう3ごう ふたついもりよしせん）は、秋田県能代市から北秋田市に至る県道（主要地方道）である。

## 概要
能代市二ツ井町小繋の国道7号交点を起点に南下し、七座神社前から米代川を渡ってさらに南下する。米代川支流の阿仁川と並行し秋田内陸縦貫鉄道 秋田内陸線 合川駅前から秋田内陸線と並行して進む。北秋田市米内沢の川向交差点で右折し阿仁川を渡り、米内沢交差点から国道285号旧道を東へ進み、終点・諏訪岱交差点で国道105号・285号と合流する。

### 路線データ
- 総延長 : 16.541 km[2][3]
- 実延長 : 16.541 km[2]
- 起点 : 秋田県能代市二ツ井町小繋字恋の沢64番2地先（小繋交差点 = 国道7号交点）[4]
- 終点 : 秋田県北秋田市米内沢字諏訪岱67番7地先（諏訪岱交差点 = 国道105号・285号交点）[3]
- 未供用区間 : なし[2]

## 歴史
- 1965年（昭和40年）9月11日 - 秋田県道に認定される[4]。
- 1993年（平成5年） 5月11日 - 建設省から、県道二ツ井森吉線が二ツ井森吉線として主要地方道に指定される[5]。
- 2011年（平成23年）3月1日〜11月3日 - 11月3日に北秋田市増沢字下岱237番2地先から木戸石字東屋布岱27番3地先までが供用し[6]、北秋田市増沢字烏帽子長根下 - 北秋田市木戸石字東畑間のバイパスが供用開始する[7][8][9][10]。
- 2013年（平成25年）2月1日 - 北秋田市増沢字烏帽子長根下19番4 - 川井字才ノ神50番3地先のバイパス道路区間を現道とし、県道197号交点の位置を変更する[11]。
- 2020年（令和2年）12月8日 - 北秋田市米内沢字薬師下63番1地先（米内沢交差点）から字諏訪岱67番7地先（諏訪岱交差点）まで、国道285号との重複区間が設定され、終点を諏訪岱交差点に変更する[3]。
- 2020年（令和2年）12月25日 - 国道285号の滝ノ沢バイパスに並行する区間の旧道が国道の指定を解除され、米内沢交差点から諏訪岱交差点までの区間が当県道の単独区間となる[12]。

## 路線状況
川向交差点から米内沢交差点までは米内沢バイパスが開通するまで、旧国道105号（=重複・旧国道285号）であった区間である。また、米内沢交差点から諏訪岱交差点までは米内沢バイパス開通から2020年12月25日まで、旧国道285号であった区間である。
2011年11月3日には北秋田市増沢字烏帽子長根下 - 北秋田市木戸石字東畑までのバイパス（9月22日に部分供用済み）2.4キロメートルが供用開始した。同時に県道197号、県道24号の接続点および県道24号の重複区間を変更した。

### バイパス
- 北秋田市増沢字烏帽子長根下 - 北秋田市木戸石字東畑間[7]

### 重複区間
- 秋田県道24号鷹巣川井堂川線（北秋田市川井字相善岱 - 北秋田市・下杉交差点）、1,250 m[2]

### 冬期閉鎖区間
- なし[13]

### 交通不能区間
- なし[14]

### 道路施設
- 道の駅ふたつい（起点から国道7号経由）
- 七座橋（米代川）
- 高長橋（阿仁川）
- 米内沢橋（阿仁川）

## 地理

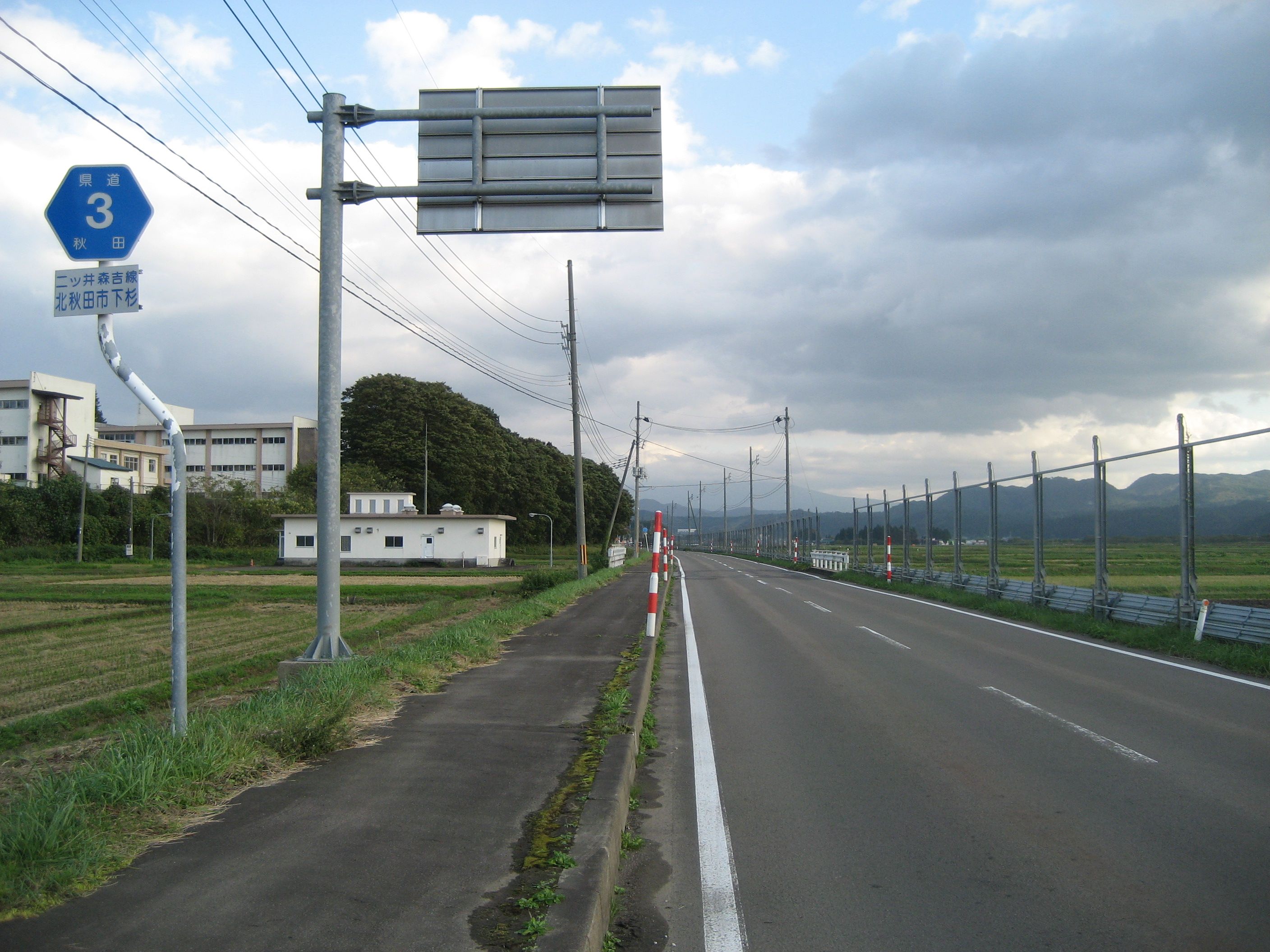
北秋田市下杉付近

### 通過する自治体
- 能代市
- 北秋田市

### 交差する道路
| 施設名         | 接続路線名                 | 備考         | 所在地                                                       |
| -------------- | -------------------------- | ------------ | ------------------------------------------------------------ |
| 小繋交差点     | 国道7号                    | 起点         | 能代市二ツ井町小繋                                           |
| 七座橋         | 〈米代川〉                 |              | 能代市二ツ井町小繋                                           |
| たたらトンネル |                            |              | 能代市・北秋田市境                                           |
|                | 秋田県道197号木戸石鷹巣線  |              | 北秋田市木戸石字上ノ山北緯40度10分41.8秒 東経140度18分11.6秒 |
|                | 秋田県道24号鷹巣川井堂川線 |              | 北秋田市川井字相善岱北緯40度10分2.45秒 東経140度19分23.22秒  |
| 下杉交差点     | 秋田県道24号鷹巣川井堂川線 | （合川駅前） | 北秋田市新田目北緯40度9分35.73秒 東経140度19分42.92秒        |
| 諏訪岱交差点   | 国道105号・国道285号       | 終点         | 北秋田市米内沢字諏訪岱                                       |

### 沿線の施設
- 七座神社（ななくらじんじゃ）
- 下大野郵便局
- 合川郵便局
- 秋田内陸縦貫鉄道 秋田内陸線 合川駅・上杉駅・米内沢駅
- 北秋田市役所 合川支所